# 冶城 (南京)

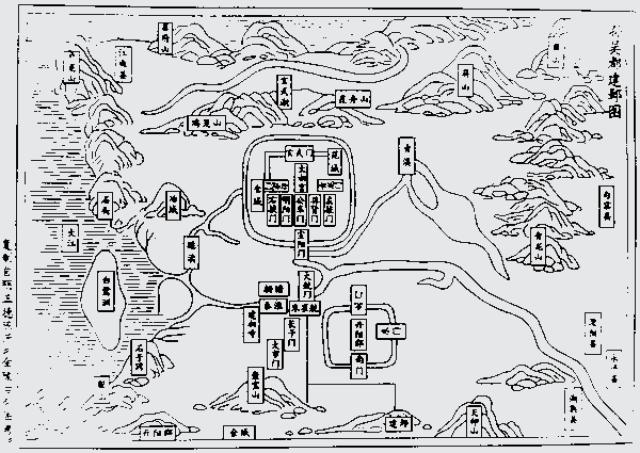
《东吴建邺图》可见冶城位于建业城以西

冶城，一般被认为是南京历史上最早建筑的城池，位于鼓楼区冶山。明代以来，中国学界相继提及，冶城是吴王夫差在此地所设:39的冶铸作坊，规模较大，围有土墙，但并不是政区治所或军防城垒。其址今为朝天宫。

## 历史
现代学者周建国考证:39，吴王夫差所设的说法来自明代陈沂《金陵古今图考》一书，冶城“传云，夫差治铸于此”，此说被修志者广为采用。周建国指这是对刘孝标《世说新语》注的误解。周建国推测冶城应为西汉时建成的秣陵县县城所在。孙权“徒县治空城而置治尔”。故，越城才是南京历史第一城:40。目前尚无出土文物佐证两种说法。
东晋大兴初年，王导久病未愈，听信方士之言将冶炼作坊迁至石头城东，以冶城为西园。太元十五年（390年），在此建冶城寺，元兴三年（404年）桓玄废寺为别苑，桓玄兵败后复为冶城寺，刘宋时设总明观。梁绍泰元年（555年），陈霸先派徐度立栅于冶城，抵挡北齐将领徐嗣徽的进攻。隋灭陈后，冶城寺遭废弃。